# Ersekë
Ersekë é uma cidade e município (em albanês:  bashkia) da Albânia. É a capital do distrito de Kolonjë na prefeitura de Korçë.